# Corda (Ribeira Grande)
Pour les articles homonymes, voir Corda.
Corda est une localité de l'île de Santo Antão au Cap-Vert.

## Description
Corda fait partie de la municipalité de Ribeira Grande. 
Corda est située dans l'intérieur montagneux de l'île, à environ 1 000 mètres d'altitude, à 13 km au nord de la capitale de l'île, Porto Novo.
Corda se compose de plusieurs villages, dont Chã de Corda et Esponjeiro. 
La route nationale EN1-SA01 qui va de Porto Novo à Ribeira Grande traverse Corda.

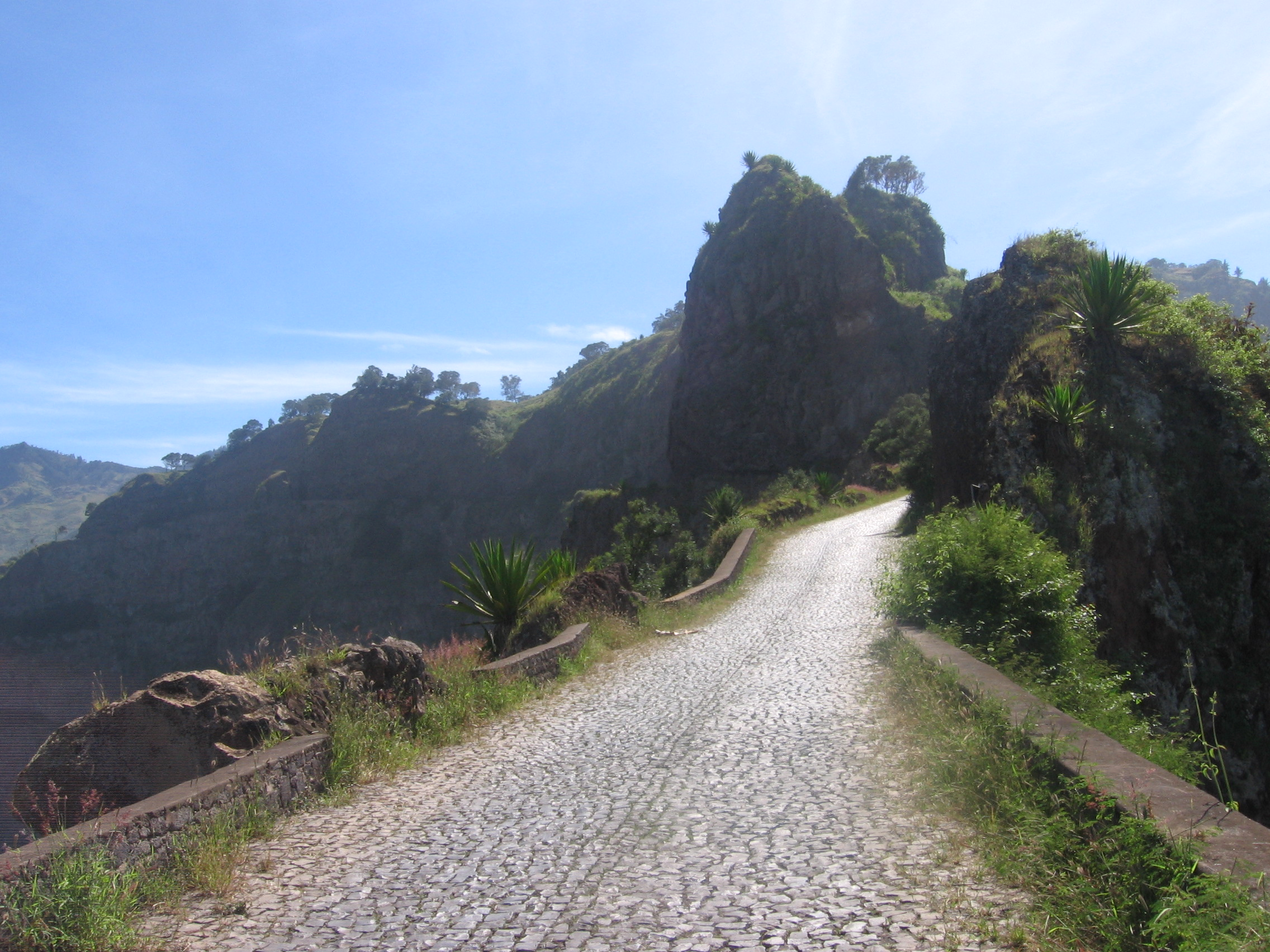
La route nationale EN1-SA01.

Le cratère de Cova (en) se trouve à 4 km au sud-est. 
Corda se trouve dans le parc naturel Cova-Paul-Ribeira da Torre (en).

## Population
Au recensement de 2010, la localité comptait 833 habitants.